# 郝珙
郝珙（1438年—？），字廷璧，山西平陽府解州安邑縣人，明朝政治人物。進士出身。

## 生平
山西鄉試第二十二名。成化二年（1466年）丙戌科會試第六十名，殿試登進士第三甲第一百九十五名。

## 家族
曾祖郝克明，贈員外郎。祖父郝政，曾任員外郎。父亲郝旻。